# 接円錐曲線
ユークリッド幾何学において、接円錐曲線は外接円錐曲線（がいせつえんすいきょくせん、英:Circumconic）と内接円錐曲線（ないせつえんんすいきょくせん、英:inconic）のことである。それぞれ、三角形の3つの頂点を通る円錐曲線 、3つの辺（またはその延長線上）に接する円錐曲線を指す。それぞれ外接2次曲線、内接2次曲線ともいう。
△ABC について ∠BAC を単に Aとかく。B,Cも同様である。また辺について{\displaystyle a=|BC|,b=|CA|,c=|AB|}  とする。
三線座標{\displaystyle X=x:y:z}において、外接円錐曲線はu : v : wを用いて以下の様に表すことができる。
{\displaystyle uyz+vzx+wxy=0,}
外接円錐曲線上の点Xの等角共役点が成す直線は以下のように書ける。
{\displaystyle ux+vy+wz=0.}
△ABCの外接円と、この直線が、0,1,2点で交わっているとき、 その外接円錐曲線の形はそれぞれ楕円、放物線、双曲線となる。
△ABC の内接円錐曲線は以下の様に表すことができる。
{\displaystyle u^{2}x^{2}+v^{2}y^{2}+w^{2}z^{2}-2vwyz-2wuzx-2uvxy=0.}

## 中心と接線

### 外接円錐曲線
外接円錐曲線の中心は
{\displaystyle u(-au+bv+cw):v(au-bv+cw):w(au+bv-cw).}
である。外接円錐曲線が垂心を通る場合、九点円上に位置する。
A, B, C での接線はそれぞれ以下の式となる。
{\displaystyle {\begin{aligned}wv+vz&=0,\\uz+wx&=0,\\vx+uy&=0.\end{aligned}}}

### 内接円錐曲線
内接円錐曲線の中心は以下の式で与えられる。
{\displaystyle cv+bw:aw+cu:bu+av.}
各辺との接点は(0:w:v),(w:0:u),(v:u:0)である。

## 他の性質

### 外接円錐曲線
- △ABCの頂点でない外接円と、外接円錐曲線の交点の三線座標は以下の式で与えられる。

{\displaystyle (cx-az)(ay-bx):(ay-bx)(bz-cy):(bz-cy)(cx-az)}
- {\displaystyle P=p:q:r} が外接円錐曲線上にあるとき,その外接円錐曲線のPを通る接線は以下の式で表される。

{\displaystyle (vr+wq)x+(wp+ur)y+(uq+vp)z=0.}
- 外接円錐曲線が放物線であることと、以下の式が成立することは同値である[2]。

{\displaystyle u^{2}a^{2}+v^{2}b^{2}+w^{2}c^{2}-2vwbc-2wuca-2uvab=0,}
双曲線であることは以下の式が成立することと同値である。
{\displaystyle u\cos A+v\cos B+w\cos C=0.}
- 楕円に内接する三角形のうち、最も面積が大きいものの重心は楕円の中心と一致する[3]。逆に三角形に外接する楕円のうち、最も面積の大きいものの中心は三角形の重心と一致し、その楕円はシュタイナーの外接楕円である。

### 内接円錐曲線
- 内接円錐曲線が放物線であることと、以下の式が成立することは同値である。

{\displaystyle ubc+vca+wab=0,}
このとき、三角形の辺との接点のうち、1つは三角形の辺上にあり、他2つは辺の延長線上で接する。また、ブリアンション点(後述)はシュタイナー外接楕円上にある。
- 2点をそれぞれ{\displaystyle p_{1}:q_{1}:r_{1},p_{2}:q_{2}:r_{2}}とする。また、

{\displaystyle X=(p_{1}+p_{2}t):(q_{1}+q_{2}t):(r_{1}+r_{2}t).}
t を実数として、上式で表される点 X の軌跡は直線である。
{\displaystyle X^{2}=(p_{1}+p_{2}t)^{2}:(q_{1}+q_{2}t)^{2}:(r_{1}+r_{2}t)^{2}.}
上式の点 X2 の軌跡は下の式で表される楕円を成す。
{\displaystyle L^{4}x^{2}+M^{4}y^{2}+N^{4}z^{2}-2M^{2}N^{2}yz-2N^{2}L^{2}zx-2L^{2}M^{2}xy=0,}
ただし、
{\displaystyle {\begin{aligned}L&=q_{1}r_{2}-r_{1}q_{2},\\M&=r_{1}p_{2}-p_{1}r_{2},\\N&=p_{1}q_{2}-q_{1}p_{2}.\end{aligned}}}
- 内接円錐曲線が楕円（内接楕円）であることは、その中心が中点三角形の内側にあることと同値である[3]:p.139。 また、中点三角形の内側にある点に対して、その点を中心とする楕円の内接円錐曲線は一意である[3]:p.142。
- 楕円の内接円錐曲線のうち、最も面積の大きいのはシュタイナーの内接楕円で各辺と中点で接する。シュタイナーの内接楕円の中心は重心である[3]:p.145。一般に楕円の内接円錐曲線の面積と三角形の面積の比について、楕円の中心の絶対重心座標を(α, β, γ) とし、以下の式が成り立つ[3]:p.143。

{\displaystyle {\frac {\text{Area of inellipse}}{\text{Area of triangle}}}=\pi {\sqrt {(1-2\alpha )(1-2\beta )(1-2\gamma )}},}
相加相乗平均の不等式より α = β = γ = ⅓すなわち楕円の中心が重心であるとき、面積が最大であることがわかる。

## 四角形への一般化
四角形のすべての辺に接する楕円の中心は、その四角形の対角線の中点を結ぶ線分上にある:p.136。

## 例
- 外接円錐曲線
  - 外接円、外心を中心とする円
  - シュタイナーの外接楕円、重心を中心とする楕円
  - キーペルト双曲線、重心,垂心,フェルマー点,シュピーカー点などを通りX(115)を中心とする双曲線[4]
  - ジェラベク双曲線、垂心、外心、類似重心、コスニタ点、プラソロフ点などを通りX(125)を中心とする双曲線[5]
  - フォイエルバッハ双曲線、内心、垂心、ジェルゴンヌ点、 ナーゲル点、ミッテンプンクト、シフラー点などを通るフォイエルバッハ点を中心とする双曲線
- 内接円錐曲線
  - 内接円、内心を中心とする円
  - シュタイナーの内接楕円、三角形の辺の中点で接する重心を中心とする楕円
  - マンダール楕円（英語版）、中界線（英語版）と各辺の交点で接する、ミッテンプンクトを中心とする楕円
  - キーペルト放物線
  - イフ放物線
  - ブロカール楕円

## 極三角形
任意の円錐曲線に対し、三角形とその三角形の頂点の極線の成す三角形の組を互いに極なる三角形または、単に一方の極三角形（polar triangle）という。ただし極三角形と言う語は球面三角形に対する異なる図形を指す場合もある。
互いに極なる三角形は配景の関係にある（Chasles's Polar Triangle Theorem）:p.148。
三角形幾何学では、内接円錐曲線に対する、基準三角形とその極三角形の配景の中心はブリアンション点と呼ばれる。ブリアンション点の三線座標は(1/u:1/v:1/w)である。また接円錐曲線に対する基準三角形とその極三角形の配景の中心を総じて核心（Kernel）という。
基準三角形と内接円錐曲線での例
- 内接円に対する極三角形はジェルゴンヌ三角形、核心はジェルゴンヌ点
- シュタイナーの内接楕円に対する極三角形は中点三角形、核心は重心
- マンダルト楕円に対する極三角形はExtouch triangle（英語版）、核心はナーゲル点
- ブロカール楕円に対する極三角形eは類似中線三角形、核心は類似重心
- キーペルト放物線に対する極三角形はシュタイナー三角形、核心はシュタイナー点
- ルモワーヌ内接楕円に対する極三角形はルモワーヌ三角形、核心は類似重心と重心の中点X(597)の等角共役点X(598)

外接円錐曲線での例
- 外接円に対する極三角形は接線三角形、核心は類似重心
- シュタイナーの外接楕円に対する極三角形は反中点三角形、核心は重心

他の円錐曲線での例
- 極円に対する極三角形は元の三角形

## 関連
- 三角形の円錐曲線